# Sardinia, Ohio
Sardinia är en ort (village) i Brown County, och Highland County, i Ohio. Vid 2010 års folkräkning hade Sardinia 980 invånare.